# Rio Caine
O rio Caine é um curso de água da Bolívia pertencente à bacia do rio Amazonas, um afluente que forma parte do curso alto do rio Grande. O rio corre pelos departamentos de Cochabamba e Potosí. Possui 162 km de extensão.

## Geografia
O rio nasce próximo ao povoado de Capinota (província de Capinota, sudoeste do departamento de Cochabamba), da confluência do rio Rocha e do rio Arque nas coordenadas 17° 26′ 11″ S, 65° 52′ 22″ O. Adentra o departamento de Potosí, percorrendo as províncias de Bernardino Bilbao e Charcas, que fazem limite com as províncias de Esteban Arce e Mizque, no departamento de Cochabamba. Finalmente se junta ao rio San Pedro (18° 25′ 03″ S, 65° 20′ 43″ O) para formar o rio Grande, ao ingressar no departamento de Chuquisaca.